# SOCCA Kalisz Cup 2025
SOCCA Kalisz Cup 2025 byl druhý ročník přípravného turnaje, který se hrál jako příprava před mistrovstvím světa v malém fotbale SOCCA 2025 a který se konal v polském městě Kališ, 15. března 2025. Účastnily se ho 3 týmy, které hrály v jedné skupině systémem dvojkolově každý s každým. Turnaj vyhrálo Polsko. Původně se turnaje mělo zúčastnit i Německo, to ale účast stáhlo pro špatný stav hrací plochy, aby tak ochránilo hráče před případným zraněním.

## Stadion
Turnaj se odehrál na jednom stadionu v jednom hostitelském městě: Kalisz Arena (Kališ).
| Kališ          |
| -------------- |
| Kalisz Arena   |
| Kapacita: 2000 |

## Zápasy
| Vysvětlivky                     |
| ------------------------------- |
| Vítěz zápasu je tučně zvýrazněn |

Všechny časy zápasů jsou uvedeny v středoevropském letním čase (SELČ).

### Tabulka
| Tým     | Z | V | R | P | VG | IG | +/− | B |
| ------- | - | - | - | - | -- | -- | --- | - |
| Polsko  | 4 | 2 | 0 | 2 | 9  | 7  | +2  | 6 |
| Řecko   | 4 | 2 | 0 | 2 | 9  | 8  | +1  | 6 |
| Francie | 4 | 2 | 0 | 2 | 7  | 10 | −3  | 6 |

| 15. března 2025 14:00 |       |                     |                     |
| Polsko                | 0 : 1 | Řecko               | Kalisz Arena, Kališ |
|                       |       | Armando Xhaferi 26' | Kalisz Arena, Kališ |

| 15. března 2025 15:00                           |       |                      |                     |
| Francie                                         | 4 : 1 | Polsko               | Kalisz Arena, Kališ |
| Adrien Garcia 3', 20' Pierre Colacicco 29', 35' |       | Norbert Jaszczak 27' | Kalisz Arena, Kališ |

| 15. března 2025 17:00                       |       |         |                     |
| Polsko                                      | 3 : 0 | Francie | Kalisz Arena, Kališ |
| Norbert Jaszczak 6', 8' Kamil Kucharski 35' |       |         | Kalisz Arena, Kališ |

| 15. března 2025 18:00                                                                                         |       |         |                     |
| Řecko | 5 : 0 | Francie | Kalisz Arena, Kališ |
| Anastasios Papadopoulos 20' Mathieu Legru 31' (vl.) Patrick Papachristodoulou 32', 36' Vasileios Asimakis 40' |       |         | Kalisz Arena, Kališ |

| 15. března 2025 19:00                                                                                        |       |       |                     |
| Polsko | 6 : 0 | Řecko | Kalisz Arena, Kališ |
| Dall'araová 13', 23' Nadia Sobelová 26' Karolina Ostrowská 31' Adrianna Szlendaková 32' Katarzyna Sikora 34' |       |       | Kalisz Arena, Kališ |

Součástí programu byl i přátelský zápas ženských reprezentací.
| 15. března 2025 20:00 |       |                                                        |                     |
| Řecko                 | 1 : 3 | Francie                                                | Kalisz Arena, Kališ |
| Armando Xhaferi 31'   |       | Adrien Garcia 12' Abdessamed Amer 15' Alek Bendali 23' | Kalisz Arena, Kališ |

| 15. března 2025 21:00                                                |       |                                            |                     |
| Polsko                                                               | 5 : 2 | Řecko                                      | Kalisz Arena, Kališ |
| Bartłomiej Dębicki 3', 38' Kacper Cetlin 8' Kamil Kucharski 24', 32' |       | Idannis Margaritis 12' Armando Xhaferi 33' | Kalisz Arena, Kališ |